# Владана Ликар Смиљанић
Владана Ликар-Смиљанић (Београд, 18. јул 1943) српска је научница и ликовна уметница. У најширој српској и југословенској јавности је посебно позната од 1968. као илустратор за децу у листовима Политикин Забавник и Мали забавник, као и бројним књигама.
Доктор је електротехничких наука. Након дипломирања на Електротехничком факултету у Београду, запослила се у истој установи, где је радила као професор до пензије.
Од 1968. до 1993. била је уредник и илустратор култних рубрика за Политикиног Забавника, „Обуците Цицу“ и „Цицин кутак“. За исти лист је нацртала и два дужа стрипа: „Доживљаји Ибн Тупа“ и „Црна Брада и Чудовиште из Лох Неса“.
По препоруци редакције Забавника илустровала је 1973. књигу Ризница песама за децу чика Јове Змаја за издавачку кућу „Вук Караџић“ у Београду. Од 1974. до данас књига је објављена у 27 легалних издања, а укупан тираж се процењује на преко 100.000 примерака.
Књига Најлепше басне за децу, коју су по Доситеју Обрадовићу и са Ликаркиним илустрацијама приредили Сава Радовић и Предраг Крстић, имала је 16 издања од 1979. до данас.
Више издања су имале и књиге које је уметница илустровала по тексту Снежане Пејаковић-Кићовић: За твој рођендан (пет издања од 1982. на српском, македонском и енглеском) као и Беба је рођена (три издања од 1994).

### Стручно-научни рад
- Тошић, Дејан, и Ликар-Смиљанић, Владана. Микроталасна техника: збирка задатака, 2005.

### Илустратор
- Паскаљевић, Владимир (писац текста), Дуга Експрес кувар, 1968.
- Јовановић-Змај, Јован, Ризница песама за децу, 1974.
- Ликар-Смиљанић, Владана, Разбрајалице, 1979.
- Обрадовић, Доситеј, Најлепше басне за децу, приредили Сава Радовић и Предраг Крстић, 1979.
- Пејаковић, Снежана, Врабац Рајко меда и пчеле, 1981.
- Пејаковић, Снежана, Врабац Рајко и сврака Каћиперка, 1981.
- Пејаковић, Снежана, Врабац Рајко спашава кокошке, 1981.
- Пејаковић, Снежана, Врабац Рајко у опасности, 1981.
- Пејаковић, Снежана, Врабац Рајко и стари јеж, 1981.
- Пејаковић, Снежана, За твој рођендан, 1982.
- Вишњић, Ксенија и Вуковић, Ванда, Средњи течај енглеског језика III, 1982.
- Пејаковић, Снежана, Вештичин ученик, 1985.
- Пејаковић, Снежана, Ружичаста вила, 1985.
- Пејаковић, Снежана, Змај у гостима, 1985.
- Пејаковић, Снежана, Див и патуљак, 1985.
- Пејаковић, Снежана, Врабац Рајко и његови пријатељи, 1987.
- Јовановић-Змај, Јован, Пачија школа: песме, 1993.
- Обрадовић, Доситеј, Лав и миш (басне), 1993.
- Кићовић-Пејаковић, Снежана, Беба је рођена, 1994.
- Јовановић-Змај, Јован, Песме за децу, 1994.
- Петровић, Танкосава, Погађалице, 1994.
- Вук и 7 јарића, 1994.
- Црвенкапа, 1994.
- Три прасета, 1994.
- Вук и седам јарића, 1994.
- Ивица и Марица, 1994.
- Лакићевић, Драган, Лав и миш; Дрвосеча и смрт; Храст и трска; Голуб и мрав; Млекарица и лонац млека, 1995.
- Лакићевић, Драган, Гавран и лисица; Јуница, коза и овца; Миш из грмља и миш са села; Вук и јагње; Лисица и рода, 1995.
- Лакићевић, Драган, Краљица корњача; Славуј и кобац; Коњ и магарац; Жалила се лисица; Болесни лав и лисица, 1995.
- Лакићевић, Драган, Лисица и грожђе; Магарац у лављој кожи; Остарели лав; Лисица и јарац; Слон и миш, 1995.
- Лакићевић, Драган, Петао и бисер; Вуци и овце; Псетанце и магарац; Куја и њена другарица; Делфин и мајмун, 1995.
- Лакићевић, Драган, Цврчак и мрав; Славуј и кобац; Жаба и во; Две мазге, 1995.
- Андерсен, Ханс Кристијан, Ружно паче и друге бајке, 1997.
- Ивица и Марица, 2003.
- Ликар Смиљанић, Владана, Принцеза Милчица: необични доживљаји принцезе Милчице са исправним завршетком, 2003.
- Петровић, Танкосава, Од колевке до школе, 2008.

### Комплетан аутор
- Принцеза Милчица. Приче су написане 1982. године, а цртање слика трајало је од 1995. до 2001. године.

### Стрипар
- „Доживљаји Ибн Тупа“ (као цртач), Политикин Забавник бр. 1133-1162, год. 1973/1974, 30 наставака
- „Црна брада и Чудовиште из Лох Неса“ (као цртач), Политикин Забавник

### Преводи
Књиге За твој рођендан и Врабац Рајко изашле су у Сједињеним Америчким Државама, Италији, Шпанији и Немачкој.

## Признања
- Звање Госпа од духа и хумора (Гашин сабор, 2018), додељују Центар за уметност стрипа Београд при Удружењу стрипских уметника Србије и Дечји културни центар Београд[1]